# Fuhrlaender Windtechnology
ТОВ «Фурлендер Віндтехнолоджі» — виробник електричного устаткування, зокрема вітроенергетичного, у місті Краматорськ.
Перше і єдине підприємство в Україні з виробництва, монтажу та обслуговування ВЕУ мультимегаватного класу.
Надає повний спектр послуг з реалізації вітроенергетичних проектів.
Метою компанії є розвиток «зеленої» енергії, підвищення енергонезалежності країни, надання нових високооплачуваних робочих місць.

## Історія
19.07.2010 — заснування.
8-9.11.2019 — участь у Схід-Експо 2019 у Києві.

###### Післяповномасштабного вторгнення
2023 року відбулася релокація виробничих потужностей на Закарпаття.

## Економічні показники
Фінансова звітність за останні роки:
| Рік  | Дохід, млн грн | Чистий прибуток, млн грн |
| ---- | -------------- | ------------------------ |
| 2020 | 112,96         | -630,56                  |
| 2021 | 463,91         | 317,73                   |
| 2022 | 54,57          | -387,06                  |
| 2023 | 40,18          | 17,54                    |

## Керівницто
- Загудаєв Віталій Вікторович (до 2017)
- Никитенко Євген Федорович (після 2017)